# Biegi narciarskie na Zimowych Igrzyskach Olimpijskich 1976 – sztafeta kobiet
Bieg sztafetowy kobiet podczas Zimowych Igrzysk Olimpijskich 1976 w Innsbrucku został rozegrany 12 lutego. Wzięło w nim udział 36 zawodniczek z dziewięciu krajów. Mistrzostwo olimpijskie w tej konkurencji wywalczyła reprezentacja ZSRR w składzie: Nina Fiodorowa, Zinaida Amosowa, Raisa Smietanina i Galina Kułakowa. 

## Wyniki
| Pozycja | Kraj                                                                                    | Czas                                           | Strata     |
| ------- | --------------------------------------------------------------------------------------- | ---------------------------------------------- | ---------- |
|         | ZSRR · Nina Fiodorowa · Zinaida Amosowa · Raisa Smietanina · Galina Kułakowa            | 1:07:49,75 17:31,01 17:02,81 16:26,32 16:49,61 |            |
|         | Finlandia · Liisa Suihkonen · Marjatta Kajosmaa · Hilkka Riihivuori · Helena Takalo     | 1:08:36,57 17:29,02 17:22,06 17:08,98 16:36,51 | + 46,82    |
|         | NRD · Monika Debertshäuser · Sigrun Krause · Barbara Petzold · Veronika Schmidt         | 1:09:57,95 18:02,73 17:46,43 17:01,71 17:07,08 | + 2:08,20  |
| 4.      | Szwecja · Lena Carlzon-Lundbäck · Görel Partapuoli · Marie Johansson-Risby · Eva Olsson | 1:10:14,68 17:27,25 17:32,41 17:53,05 17:21,97 | + 2:24,93  |
| 5.      | Norwegia · Berit Kvello · Marit Myrmæl · Berit Johannessen · Grete Kummen               | 1:11:09,08 18:20,16 18:02,14 17:33,56 17:13,22 | + 3:19,33  |
| 6.      | Czechosłowacja · Anna Pasiárová · Gabriela Svobodová · Alena Bartošová · Blanka Paulů   | 1:11:27,83 18:13,77 17:34,71 17:56,91 17:42,44 | + 3:38,08  |
| 7.      | Kanada · Shirley Firth · Joan Groothuysen · Sue Holloway · Sharon Firth                 | 1:14:02,72 18:14,69 18:42,83 18:38,29 18:26,91 | + 6:12,97  |
| 8.      | Polska · Anna Pawlusiak · Anna Gębala · Maria Trebunia · Władysława Majerczyk           | 1:14:13,40 18:44,10 18:25,38 18:53,49 18:10,43 | + 6:23,65  |
| 9.      | Stany Zjednoczone · Martha Rockwell · Jana Hlavaty · Terry Porter · Twila Hinkle        | 1:17:58,18 18:44,86 19:06,32 19:28,91 20:38,09 | + 10:08,43 |